# Ectophasia leucoptera
Ectophasia leucoptera är en tvåvingeart som först beskrevs av Camillo Rondani 1865.  Ectophasia leucoptera ingår i släktet Ectophasia och familjen parasitflugor. Inga underarter finns listade i Catalogue of Life.